# Żółto-biały karzeł

Diagram Hertzsprunga-Russella na którym występuje Żółto-biały karzeł.

Żółto-biały karzeł – gwiazda ciągu głównego o barwie żółto-białej, o typie widmowym F i mająca V klasę jasności. Gwiazdy te mają masę w granicach od 1,05 do 1,4 masy Słońca oraz temperaturę powierzchni pomiędzy 6000 a 7600 K. Przykładem żółto-białego karła jest Procjon A.